# Marlton (Maryland)
Marlton es un lugar designado por el censo ubicado en el condado de Prince George en el estado estadounidense de Maryland. En el Censo de 2010 tenía una población de 9.031 habitantes y una densidad poblacional de 586,03 personas por km².

## Geografía
Marlton se encuentra ubicado en las coordenadas 38°45′40″N 76°47′12″O / 38.76111, -76.78667. Según la Oficina del Censo de los Estados Unidos, Marlton tiene una superficie total de 15.41 km², de la cual 15.37 km² corresponden a tierra firme y (0.25%) 0.04 km² es agua.

## Demografía
Según el censo de 2010, había 9.031 personas residiendo en Marlton. La densidad de población era de 586,03 hab./km². De los 9.031 habitantes, Marlton estaba compuesto por el 13.14% blancos, el 80.27% eran afroamericanos, el 0.59% eran amerindios, el 1.54% eran asiáticos, el 0.06% eran isleños del Pacífico, el 0.83% eran de otras razas y el 3.58% pertenecían a dos o más razas. Del total de la población el 2.59% eran hispanos o latinos de cualquier raza.